# Mavis Pugh
Mavis Gladys Fox Pugh (Croydon, Surrey, Engeland, 25 juni 1914 - Chichester, West Sussex, Engeland, 6 december 2006) was een Engelse actrice.
Pugh speelde meest recentelijk de rol van Lady Lavender in de serie You Rang, M'Lord?. Verder speelde ze gastrollen in series als Dad's Army, Are You Being Served?, Fawlty Towers en It Ain't Half Hot Mum. Ze werd vaak gecast als bekakte aristocrate. 
Ze was sinds 1959 getrouwd met acteur John Clegg. Ze speelde samen met hem in een aflevering van It Ain't Half Hot Mum,
In "You Rang, M'Lord?" had ze een hoofdrol, Lady Lavender, en speelde in 26 afleveringen (1988-1993) mee.
Pugh overleed op 92-jarige leeftijd.

## Filmografie
- Dad's Army Televisieserie - Lady Maltby (Afl., The Captain's Car, 1974)
- It Ain't Half Hot Mum Televisieserie - Chief Commander Crisp (Afl., Ticket to Blighty, 1974)
- Are You Being Served? Televisieserie - Mrs. Claude (Afl., Fifty Years On, 1976)
- Are You Being Served? Televisieserie - Lady Weeble-Able-Smith (Afl., Take-Over, 1977)
- The Class of Miss MacMichael (1978) - Mrs. Barnett
- Are You Being Served? Televisieserie - Roger's Mistress (Afl., The Club, 1978)
- Fawlty Towers Televisieserie - Mrs. Chase (Afl., The Kipper and the Corpse, 1979)
- Brothers and Sisters (1980) - Mother
- Hi-de-Hi! Televisieserie - The Honourable Winifred Dempster (Afl., God Bless Our Family, 1986|Wedding Bells, 1988)
- Sorry! Televisieserie - Mrs. Barrable (Afl., Amaze Your Friends!, 1987|Gone, But Not Forgotten, 1987|A Fool and His Money, 1988|Flying Lessons, 1988)
- Alas Smith & Jones Televisieserie - Rol onbekend (Afl., The Untouchable Version, 1989)
- Boon Televisieserie - Lady in Office (Afl., Work, Rest & Play, 1990)
- You Rang, M'Lord? Televisieserie - Lady Lavender (26 afl., 1988-1993)